# Деборд-Вальмор, Марселина
Марселина Деборд-Вальмор (фр. Marceline Desbordes-Valmore, собственно Марселина Фелисите Жозефина Деборд; 20 июня 1786, Дуэ — 23 июля 1859, Париж) — крупнейшая поэтесса французского романтизма.

## Биография
Дочь художника-иконописца и гербовщика, разорившегося в период Революции. В конце 1801 года Марселина с матерью отправились на Гваделупу через Бордо, где выступила как актриса. Её мать умерла в 1802 году от жёлтой лихорадки. По возвращении во Францию Марселина играла в театрах Дуэ, Лилля, Брюсселя (в том числе исполняла роль Розины в «Севильском цирюльнике» Бомарше). Познакомилась с Тальма, Мари Дорваль, мадемуазель Марс. Потеряла пятилетнего сына, рождённого от актёра, которому она присвоила в стихах имя Оливье. В 1817 вышла замуж за актёра Проспера Ланшантена (сценическое имя — Вальмор), которому родила троих детей. Оставила сцену в 1823 году.
Дебютировала в 1819 сборником стихов «Элегии и романсы», получившим положительные рецензии в ведущих журналах. При короле Луи-Филиппе получила королевскую стипендию и была отмечена несколькими премиями.
Похоронена на кладбище Монмартр.

## Творчество
Кроме лирики, оставила несколько романов. Автор повестей и сказок для детей.

## Влияние
Привлекла внимание Бальзака, Сент-Бёва, Бодлера, глубоко повлияла на поэзию Верлена и Рембо, а также Анну де Ноай и других французских поэтесс конца XIX — начала XX вв. Верлен включил Деборд-Вальмор в число проклятых поэтов и оставил эссе о ней. Её книги были в библиотеке Ницше. Очерк о ней написал Стефан Цвейг. Статью её прозе посвятил Арагон.
Многие её стихотворения были положены на музыку композиторами XIX — начала XX вв. (И. Геништа, М. Малибран, Бизе, С. Франк, Р. Ан). Песни на её стихи исполняют современные французские певцы (Жюльен Клер, Бенжамен Бьоле, Паскаль Обиспо и др.).
В 1993 в Дуэ была создана Ассоциация Деборд-Вальмор. Рукописи поэтессы хранятся в библиотеке её родного города. Её именем названа улица в XVI округе Парижа.

## Деборд-Вальмор в России
Два томика стихотворений Деборд-Вальмор были в библиотеке Пушкина; несколько раз указывалось, в том числе — В. Набоковым, а позднее Л. Сержаном и Ю. Лотманом, что одна из элегий Деборд-Вальмор, возможно, стала «источником» письма Татьяны к Онегину. Роман Мастерская художника (1833) заинтересовал Лермонтова: испещрённый пометками экземпляр он подарил Е. А. Сушковой. Подражание Деборд-Вальмор — стихотворение Когда б он знал (1830) — принадлежит Евдокии Ростопчиной. С Деборд-Вальмор сопоставляли Марину Цветаеву (Волошин, Пастернак в письме к Рильке).
Стихи Деборд-Вальмор переводили Валерий Брюсов, Михаил Лозинский, Владимир Портнов, Геннадий Русаков, Юрий Ороховацкий, Инна Шафаренко, Ирина Кузнецова, Любовь Боровикова и др.

## Произведения
- Chansonnier des grâces (1816)
- Élégies et romances (1819)
- Elégies et Poésies nouvelles (1825)
- Album du jeune âge (1829)
- Poésies (1830)
- Les Pleurs (1833)
- Pauvres Fleurs (1839)
- Bouquets et prières (1843)
- Poésies posthumes (1860)

## Публикации на русском языке
- Гостиная леди Бетти: Английские нравы. СПб.: Тип. А. Смирдина, И. Глазунова и К°, 1836
  - Часть I
  - Часть II
- Французские лирики XIX века/ Пер. Валерия Брюсова. СПб: Пантеон, 1909
- Стихотворения// Багровое светило. Стихи зарубежных поэтов в переводе Михаила Лозинского. М.: Прогресс, 1974, с.28-36
- Стихотворения// Европейская поэзия XIX века. М.: Художественная литература, 1977, с.641-645
- Стихотворения// Поэзия Франции. Век XIX. М.: Художественная литература, 1985, с.57-66
- Французская поэзия. Ростов-на-Дону: Феникс, 1996
- Стихотворения// Семь веков французской поэзии в русских переводах. СПб: Евразия, 1999, с.270-272